# Pulmonell shunt
En pulmonell shunt eller shunt i lungorna, innebär ett område i lungorna där blodflödet är normalt men där det inte sker något gasutbyte från alveolerna till blodet. Shuntar kan bero på flera olika saker, gemensamt är att de medför en ökning av fysiologisk dead space i lungorna.